# Jean Damblans
Pour l'artiste, voir Damblans.
Jean Damblans (Bois-Colombes, 17 septembre 1921 – Neuilly-sur-Seine, 24 février 2004), est un professeur de mathématiques et militant catholique français.

## Biographie
Petit-fils de l'illustrateur et graveur Damblans, Jean Damblans passe son enfance à Bois-Colombes. Grâce aux abbés Mignard et Gente, jeunes vicaires de sa paroisse de Bois-Colombes, à 16 ans, il découvre et est séduit par la personnalité, la pensée et l’action du Père Fillère. Enthousiasmé, il fonde en 1938, avec de nombreux jeunes, une « Cité des Jeunes », paroissiale, dont fait aussi partie son futur camarade de combat, Georges Sauge. En 1940, il fait découvrir à Jacques Dupâquier la doctrine sociale de l'Église.
Brillant élève du Lycée Carnot, il entre en classe préparatoire au Lycée Condorcet. Il réussit en 1941 les concours de l'École polytechnique, et de l’École normale supérieure,. Il choisit « Ulm » et le corps professoral. Il est reçu, à l'agrégation de mathématiques en 1944.
Lors du procès de Jérôme Carcopino, Jean Damblans signe le 23 janvier 1945 la seconde pétition des élèves de l'École normale supérieure, qui s'oppose à la première pétition qui appelait la justice à la clémence en raison des qualités intellectuelles de l'ancien directeur de l'ENS et ministre de l'Éducation nationale du gouvernement de Vichy. 
En 1949, avec son épouse, il participe avec d'autres couples, puis des célibataires, à la fondation d'une communauté monastique d'apostolat par la parole, avec statuts, vœux, mise en commun des biens, la « Mission du Christ-Roi » à la Faverie à Beaumont-Pied-de-Bœuf (Sarthe). Cette initiative avait reçu l’accord tacite du Père Fillère, mais quelque temps après la mort de ce dernier, la communauté sera dissoute.
Sa première nomination professionnelle comme professeur de mathématiques le conduit à Châteauroux (Indre). En 1956 il revient à Paris, de nouveau au Lycée Carnot, puis enfin au Lycée Saint-Louis où se déroulera toute sa carrière. Il enseignera jusqu'au début des années 1980.
En novembre 1956, après la répression de l'insurrection de Budapest, il est aux côtés de Georges Sauge qui fonde le « Centre d’études supérieures de psychologie sociale » (CESPS), un organisme anticommuniste qui reçoit l'appui de Weygand. Il contribue à la définition de la « ligne » du CESPS, il participe avec Sauge à de nombreuses tournées de conférences où le communisme est dénoncé avec vigueur. Après le congrès d'Épinay de 1971, il fait avec Georges Sauge « l’option socialiste » et adhère au nouveau Parti socialiste.
En 1965, il coopère, au nom du CESPS, à la tentative de création de la « Fédération  Marana Tha » de tous les mouvements issus du P. Fillère, dont il sera l'archiviste. Et c'est au nom de cette fidélité que Jean Damblans publie en 1989, avec Denis Rendu et Madeleine Thévenon-Veicle (1927-2018), un ouvrage intitulé Le Père Fillère, nostalgie du futur.

## Œuvres

### Livres
- Présentation du livre de Georges Sauge, Tu parleras au peuple, Paris, Nouvelles impressions latines, 1962, 190 p. (Lire le début en ligne)
- Avec Denis Rendu et Madeleine Thévenon-Veicle, Le Père Fillère, nostalgie du futur, éd. O.E.I.L. (François-Xavier de Guibert), 1989, 265 p. Préface de Philippe-Alexandre Rey-Herme.

### Articles
- « Les mouvements issus de son élan cherchent à recueillir la mémoire du Père Fillère, trente-sept ans après », Archives de l'Église de France (Bulletin de l'Association des Archivistes de l'Église de France, no 26, Automne 1986, p. 36-39
- « Les Archives de l'œuvre et de l'héritage du Père Fillère », Archives de l'Église de France (Bulletin de l'Association des Archivistes de l'Église de France, no 51, Printemps 1999, p. 14-15